# Uniforme de la selección de fútbol de Escocia
El uniforme de Escocia consiste tradicionalmente en camisetas de color azul oscuro con pantalones blancos y medias del mismo azul oscuro, que eran los colores del Queen's Park, que fue el equipo que representó a Escocia en el primer partido internacional. La camiseta azul escocesa fue utilizada anteriormente en febrero de 1872 en un partido internacional de rugby, con informes que decían que «los escoceses eran fácilmente distingibles por sus uniformes con camisas azules... las camisetas tenían un cardo bordado». El cardo ya había sido usado anteriormente en otro partido de rugby, pero en este las camisetas eran de color marrón. La camiseta también tiene bordada un símbolo basado en el león rampante del Estandarte Real de Escocia. Otro estilo usado por los escoceses cuenta con camiseta azul, pantalón blanco y medias rojas. De 1994 a 1996, el seleccionado usó una equipación de estilo tartán. La versión actual del escudo incluye la bandera escocesa y un fondo de cardos, que representan la flor nacional de la nación, además del león rampante. 
Escocia no siempre ha jugado con sus colores azul oscuro. En algunas ocasiones, entre 1881 y 1951, usaron una camiseta amarillo pálido y rosa en honor a Archibald Primrose, quinto conde de Rosebery. El ex Primer Ministro fue una figura con gran influencia en el fútbol escocés, incluso llegó a ser presidente honorario de la Asociación Escocesa de Fútbol y del Heart of Midlothian. La selección usó frecuentemente estos colores durante la primera década del siglo XX, pero quedaron descontinuados hacia 1909. La camiseta volvió a ser usada brevemente durante 1949, y fue usada por última vez contra Francia en 1951. En 1900, cuando Escocia derrotó por 4-1 a su rival Inglaterra, Lord Rosebery comentó: «Nunca había visto que lucieran tan bien mis colores desde que Ladas ganó el Derby».

## Local
|  | 1954-1957 | 1958-1962 |  | 1974-1977 |  | 1978-1981 |  | 1982-1985 |  | 1986-1988 |  | 1988-1991 | 1992-1994 | 1994-1997 |

| 1997-1998 | 1998-2000 | 2000-2002 | 2002-2003 | 2003-2005 | 2005 | 2006 | 2007-2008 | 2008-2010 |

| 2010-2011 | 2011-2013 | 2013-2015 | 2015-2017 | 2017-2019 | 2019-2022 | 2022-2024 | 2023 vs Chipre e Inglaterra | 2024-presente |

## Visitante
|  | 1954 | 1958 | 1978 | 1982-1985 |  | 1985-1988 | 1988-1991 | 1991-1993 | 1993-1994 | 1995-1997 |  |

| 1997-1999 | 1999-2000 | 2000-2002 | 2002-2003 | 2003-2005 | 2005-2007 | 2007-2008 | 2008-2009 | 2010-2012 |  |

| 2012-2014 | 2014-2016 | 2016-2018 | 2018-2020 | 2020-2022 | 2022-2024 |  | 2024-presente |  |

## Combinaciones
| 1978 vs Perú y Irán | 1981 vs Israel | 1982 vs Suiza | 1985 vs Gales | 1989 vs Chipre | 1998 vs Noruega | 2012-2013 |  |

| 2013-2015 | 2013-2015 | 2016 | 2018 | 2018 vs México | 2022 vs Irlanda | 2023 |

## Proveedores
| Proveedor | Período   |
| --------- | --------- |
| Umbro     | 1952–2000 |
| Fila      | 2000–2003 |
| Diadora   | 2003–2009 |
| Adidas    | 2010–     |